# Megarthrus vanschuytbroecki
Espèce
Megarthrus vanschuytbroecki est une espèce de coléoptères de la famille des Staphylinidae et de la sous-famille des Proteininae.

## Répartition et habitat
Cette espèce est décrite de République démocratique du Congo.